# Radibor
Radibor (Sorbisch: Radwor) is een gemeente en plaats in de Duitse deelstaat Saksen. De gemeente maakt deel uit van de Landkreis Bautzen.
Radibor telt 3.163 inwoners.
De gemeente ligt in het officiële woongebied van de Sorben.

## Plaatsen in de gemeente Radibor
- Bornitz (Boranecy)
- Brohna (Bronjo)
- Camina (Kamjenej)
- Cölln (Chelno)
- Droben (Droby)
- Großbrösern (Wulki Přezdrěń)
- Lippitsch (Lipič)
- Lomske (Łomsk)
- Luppa (Łupoj)
- Luppedubrau (Łupjanska Dubrawka)
- Luttowitz (Lutobč)
- Merka (Měrkow)
- Milkel (Minakał)
- Milkwitz (Miłkecy)
- Neu-Bornitz (Nowe Boranecy)
- Neu-Brohna (Nowe Bronjo)
- Quoos (Chasow)
- Radibor (Radwor)
- Schwarzadler (Čorny Hodler)
- Teicha (Hat)
- Wessel (Wjesel)

## Afbeeldingen

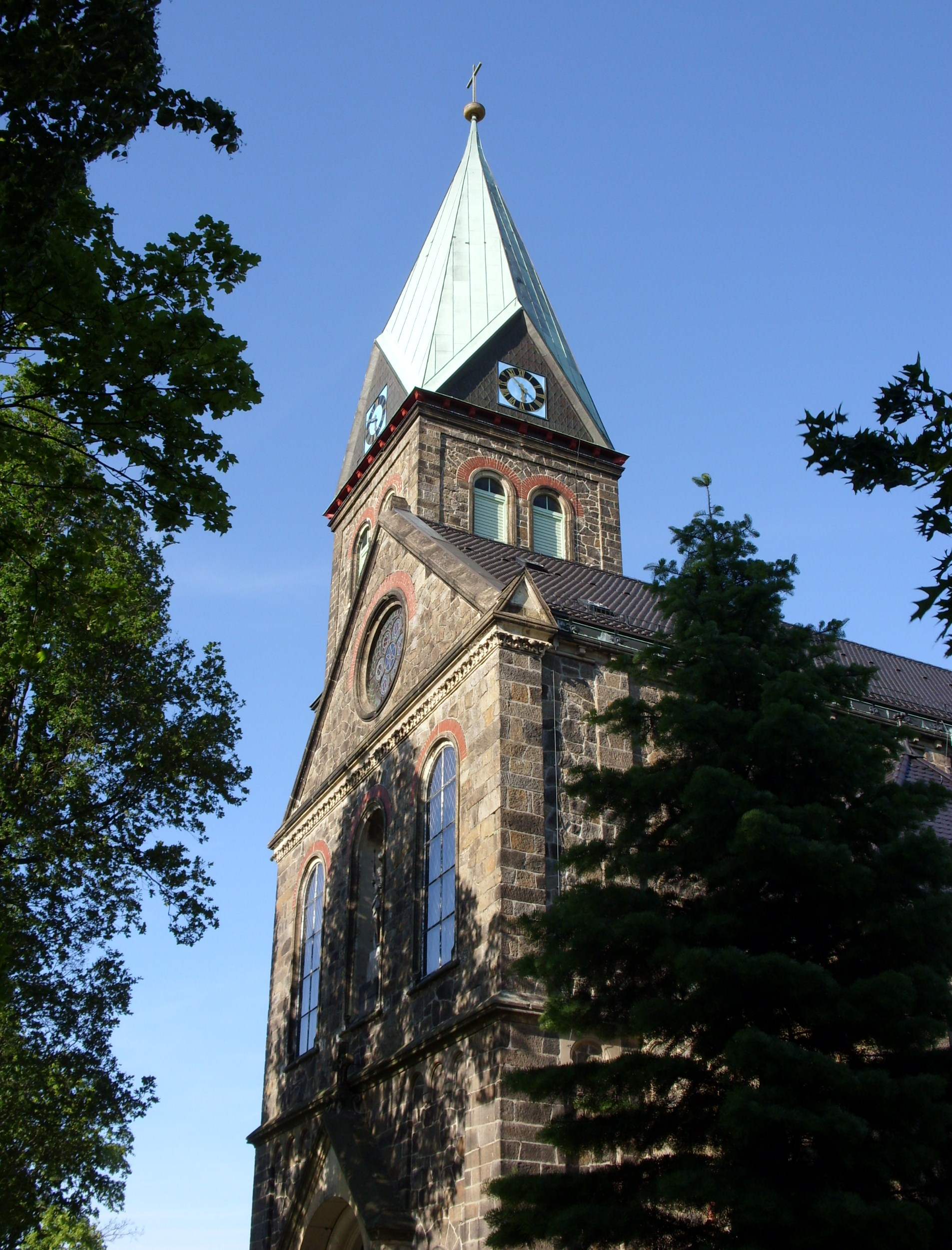
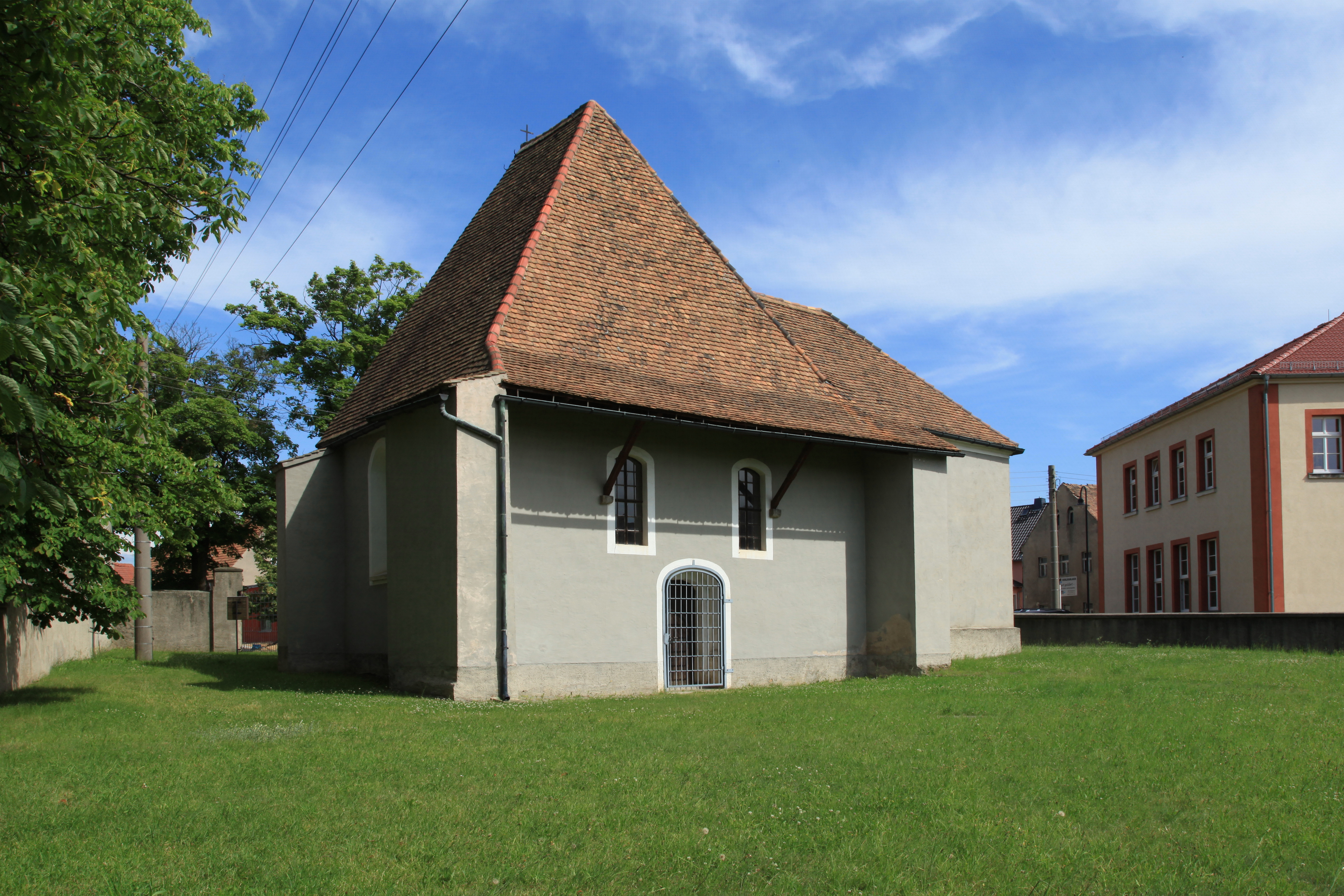
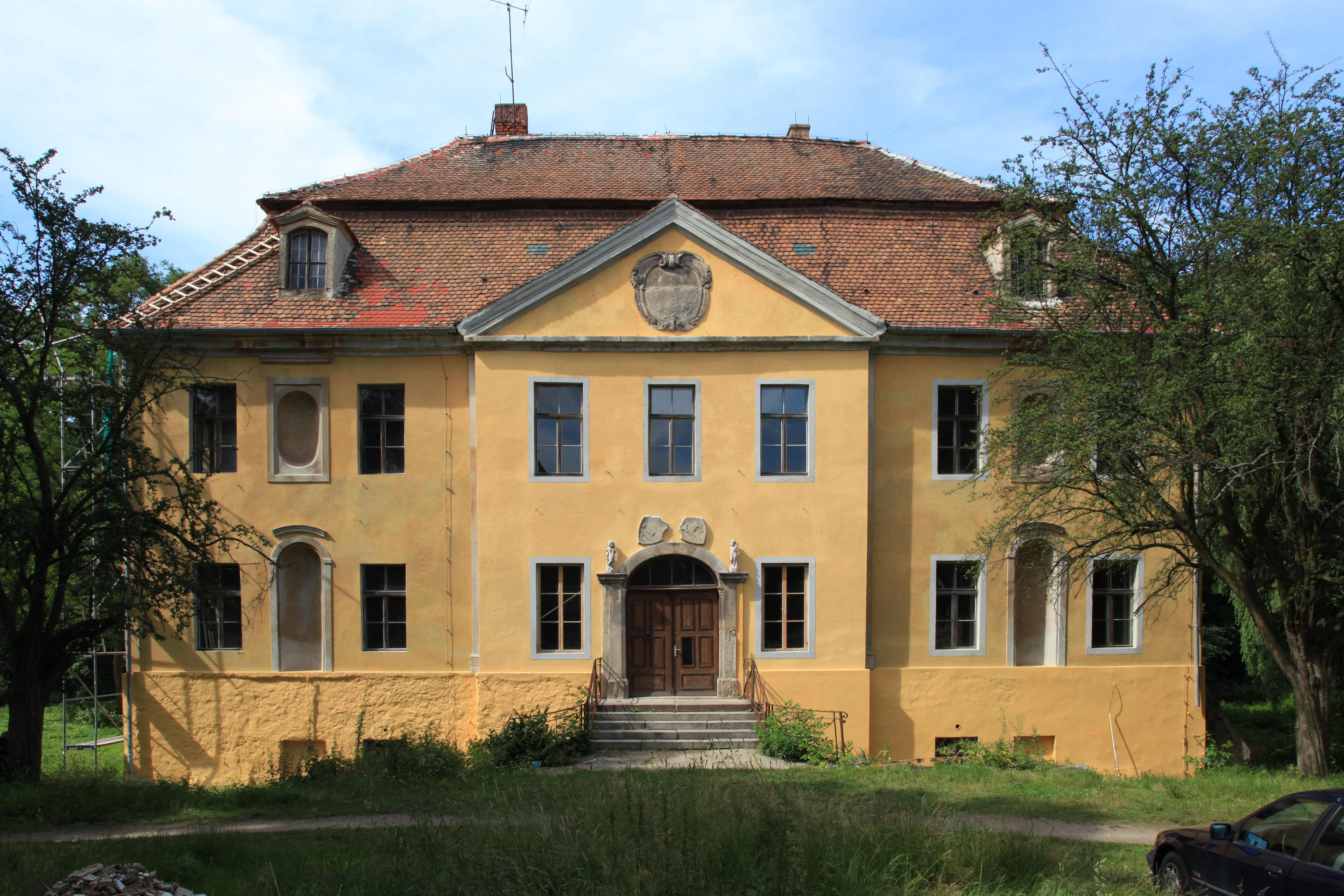
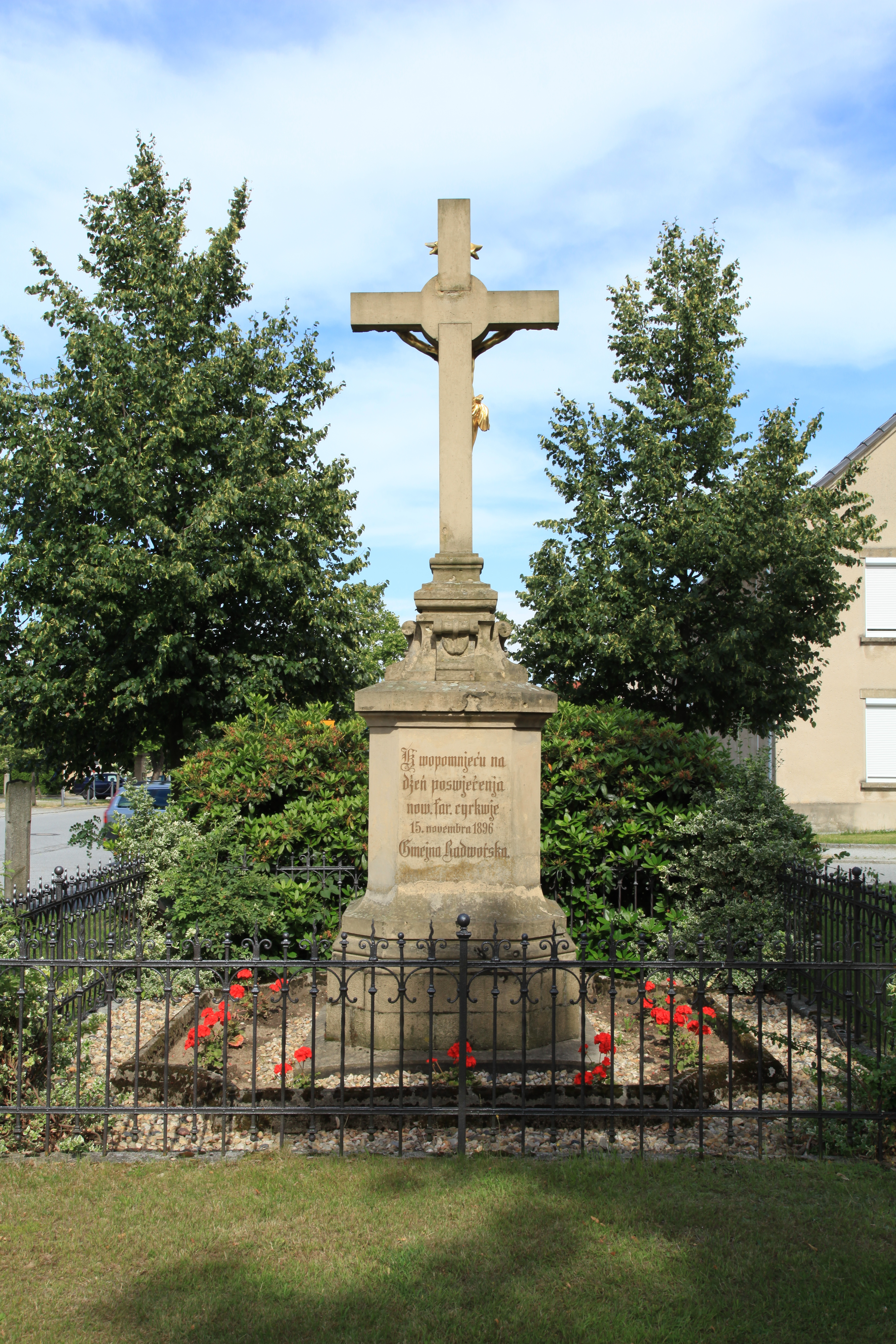

Arnsdorf ·
Bautzen ·
Bernsdorf ·
Bischofswerda ·
Burkau ·
Crostwitz ·
Cunewalde ·
Demitz-Thumitz ·
Doberschau-Gaußig ·
Elsterheide ·
Elstra ·
Frankenthal ·
Göda ·
Großdubrau ·
Großharthau ·
Großnaundorf ·
Großröhrsdorf ·
Großpostwitz ·
Haselbachtal ·
Hochkirch ·
Hoyerswerda ·
Kamenz ·
Königsbrück ·
Königswartha ·
Kubschütz ·
Lauta ·
Laußnitz ·
Lichtenberg ·
Lohsa ·
Malschwitz ·
Nebelschütz ·
Neschwitz ·
Neukirch ·
Neukirch/Lausitz ·
Obergurig ·
Ohorn ·
Ottendorf-Okrilla ·
Oßling ·
Panschwitz-Kuckau ·
Pulsnitz ·
Puschwitz ·
Räckelwitz ·
Radeberg ·
Radibor ·
Ralbitz-Rosenthal ·
Rammenau ·
Schirgiswalde-Kirschau ·
Schmölln-Putzkau ·
Schwepnitz ·
Schönteichen ·
Sohland an der Spree ·
Spreetal ·
Steina ·
Steinigtwolmsdorf ·
Wachau ·
Weißenberg ·
Wiednitz ·
Wilthen ·
Wittichenau